# Mariene ecoregio Zuidwestelijke Caraïben
De Mariene ecoregio Zuidwestelijke Caraïben (67) (Engels: Southwestern Caribbean marine ecoregion) is een biogeografische regio en ligt in het westen van de Atlantische Oceaan in de Mariene provincie Tropische Noordwestelijke Atlantische Oceaan (12) in het Marien rijk Tropische Atlantische Oceaan. De mariene ecoregio is vastgesteld door het World Wide Fund for Nature en The Nature Conservancy en is vernoemd naar de Caraïben.
In het oosten grenst het gebied aan de mariene ecoregio Zuidelijke Caraïben (66), in het noorden aan de mariene ecoregio Grote Antillen (65) en in het noordwesten aan de mariene ecoregio Westelijke Caraïben (68).

## Geografie
De mariene ecoregio ligt in het westen van de Atlantische Oceaan voor de noordoostkust van Honduras, voor de oostkust van Nicaragua, voor de noordoostkust van Costa Rica, voor de noordkust van Panama en voor de noordwestkust van Colombia. Het gebied strekt zich uit van Santa Rosa de Aguán in Honduras tot aan Dibulla in Colombia en omvat onder andere de Laguna de Tansin, de Laguna de Perlas, de Bahía de Bluefields, de Laguna de Chiriquí, de Golf van Urabá, de Golf van Darién, de Ciénaga de la Virgen en de Ciénaga Grande de Santa Marta.
Door het gebied stroomt de Caraïbenstroom.

## Biogeografie
Het gebied kent zeeleven dat houdt van tropische temperaturen.